# Жумикін Альберт Петрович
Жумикін Альберт Петрович (7 липня 1933 року, Мінськ, Білоруська РСР, СРСР або Жодино, Смолевицький район, Білоруська РСР, СРСР — 15 вересня 2014 року, Сімферополь) — народний депутат України 2-го скликання, доктор технічних наук (1997).

## Життєпис
Народився 7 липня 1933 року в місті Жодіно Мінської області Білоруської РСР у сім'ї залізничника Петра Григоровича Жумикина. Після репресування батька сім'я опинилася в Забайкаллі, батько брав участь у будівництві залізничної гілки від станції Ізвесткова на Транссибі до селища Чегдомин.

### Навчання
Альберт Жумикін випускник Агінської середньої школи (1950), закінчив її зі срібною медаллю.
Закінчив Московський інститут інженерів залізничного транспорту (1950—1955), інженер-електромеханік.
Доктор технічних наук (тема дисертації «Утилізація суден і кораблів», 1997).

### Трудова діяльність
Трудову діяльність розпочав на будівництвах Сибіру. Працював бригадиром (з вересня 1955), майстром, виконробом електромонтажних поїздів МПС СРСР на ділянках доріг у Тайшеті, Кургані, Горькому, Дзержинську, Челябінську, Уфі, головним інженером (з березня 1959), начальником електромонтажного поїзда на реконструкції Транссибірської залізничної магістралі  (з березня 1962).
З 1964 року працював директором електротехнічного заводу Міністерства шляхів сполучення в Сімферополі. За участю О.П.Жумикіна була електрифікована залізниця Харків—Лозова —Слов'янськ, Донецьк —Ясинувата —Чаплине.
1967 року був призначений директором машинобудівного заводу «Прогрес», що тоді ще будувався.
У 1978 керував будівництвом і введенням в експлуатацію заводу пневмообладнання в Сімферополі.
1979 року очолив Кримське виробниче об'єднання «Втормет».
З 1995 року голова Ради акціонерів ЗАТ «Кримвтормет».
За роки його діяльності були введені в дію підприємства з перероблювання брухту в Севастополі, Сімферополі, Керчі, Джанкої, Євпаторії; реконструйовано підприємства з перероблення брухту в Красноперекопську, Феодосії.

### Політична діяльність
Член колегії Міністерства промисловості, транспорту та зв'язку Автономної Республіки Крим (2002).
Член КПРС.
Депутат районної, міської та обласної Рад народних депутатів кількох скликань.
Депутат Верховної Ради України II скликання від Залізничного округу №24 АРК з листопада 1994 (1-й тур) до квітня 1998.
Депутат Верховної Ради АРК першого скликання (1991—1994) від округу №39, Сімферополь.

### Наукова діяльність

###### Автор монографії
- «Утилізація суден і кораблів» [Архівовано 23 лютого 2022 у Wayback Machine.] (1997)

###### Автор книг
- «Мої аргументи» (1997),
- «20 років з "Кримвторметом"» (1999),
- «Україна — любов моя і біль» (2002).

## Почесні звання та нагороди

###### Почесні звання:[5]
- Заслужений працівник промисловості України (1992).
- Почесний член Кримської академії наук (1994).
- Академік Академії суднобудування України (1996).
- Заслужений працівник промисловості Автономної республіки Крим (2000).[7]
- Почесний громадянин місті Сімферополя (2000).[8]
- Заслужений працівник промисловості України (2001).

###### Нагороди:[5]
- Ордени Трудового Червоного Прапора (1986).
- «Знак Пошани» (1961, 1976).
- Знак «Відмінник охорони здоров'я СРСР».
- Медаль «За доблесну працю» (1970)
- Медаль «Ветеран праці» (1983).
- Бронзова і срібна медалі ВДНГ СРСР.
- Почесна Грамота Президії Верховної Ради РРФСР (1964).
- Орден «За заслуги» III (1999), II ст. (2003)[9].
- Подяка Голови Ради міністрів Автономної Республіки Крим (2011).[10]

## Сім'я
Дружина Емілія Михайлівна (1932) — вчителька, пенсіонерка.
Дочка Ірина (1956) — директорка фірми.
Дочка Тетяна (1958) — начмед кардіологічного центру.
Син Костянтин (1968) — генеральний директор ЗАТ «Кримвтормет».